# 山之郷飛地
山之郷飛地（やまのごうとびち）は、千葉県市原市の市津地区にある大字。郵便番号は290-0000。

## 概要
市原市北部の市津地区にある。長生郡長柄町との境界にあたる。

## 地理
北は永吉、東は奈良、南は長生郡長柄町西山、西は古都辺と接している。

## 世帯数と人口
2022年4月1日現在の世帯数と人口は以下の通りである。
| 町丁字     | 世帯数 | 人口 |
| ---------- | ------ | ---- |
| 山之郷飛地 | 0世帯  | 0人  |

## 通学区域
市立小学校・市立中学校及び県立高等学校の通学区域は以下の通りである
| 町丁字 | 番地 | 小学校                 | 中学校             | 高等学校 |
| ------ | ---- | ---------------------- | ------------------ | -------- |
| 小田部 | 全域 | 市原市立市東第一小学校 | 市原市立市東中学校 | 第9学区  |

## 交通

### 鉄道
- なし

### バス
- 小湊鉄道